# Vladimir Pychnenko
Vladimir Vassilievitch Pychnenko (en russe : Владимир Васильевич Пышненко) est un ancien nageur soviétique puis russe né le 25 mars 1970. Spécialiste de la nage libre, il s'est illustré dans les épreuves en relais où il possède notamment quatre médailles olympiques.

## Palmarès

### Jeux olympiques
- Jeux olympiques de 1992 à Barcelone (Espagne) : 
  -  Médaille d'or du relais 4 × 200 m nage libre
  -  Médaille d'argent du relais 4 × 100 m nage libre
  -  Médaille d'argent du relais 4 × 100 m 4 nages

- Jeux olympiques de 1996 à Atlanta (États-Unis) : 
  -  Médaille d'argent du relais 4 × 100 m nage libre

### Championnats du monde
- Championnats du monde 1994 à Rome (Italie) :
  -  Médaille d'argent du relais 4 × 100 m nage libre
  -  Médaille d'argent du relais 4 × 200 m nage libre

### Championnats d'Europe
- Championnats d'Europe 1991 à Athènes (Grèce) : 
  -  Médaille d'or du relais 4 × 200 m nage libre.